# Tavo
Il Tavo è un fiume italiano che scorre in Abruzzo.
Nasce sul Gran Sasso, in località Pietrattina, a 1.560 m s.l.m., vicino al monte Guardiola (1.828 m), al margine orientale dell'altopiano di Campo Imperatore; scorre in direzione W-E, SW-NE perpendicolarmente alla costa.
Inizia il suo corso tra le altissime pareti rocciose del Vallone d'Angora dove le acque delle sorgenti "Pisciarelli" si aggiungono alle sue; attraversa la più ampia Valle D'Angri e, in località Mortaio D'Angri, si insinua turbinosamente nella stretta forra della Bocca dell'Inferno; riceve le acque dalla spettacolare Cascata del Vitello d'Oro, alta 28 metri.
Nel Parco Nazionale è popolato dalla trota fario mentre una grande varietà di specie animali come la biscia dal collare, il picchio rosso maggiore, il merlo acquaiolo, la ballerina bianca e la ballerina gialla, trova un habitat ideale nella rigogliosa vegetazione della zona ripariale, caratterizzata da pioppo bianco, nero, salice bianco e salice rosso.
Riceve i primi scarichi inquinanti nella valle sotto Farindola e le sue contrade, che attraversa su un letto ghiaioso.

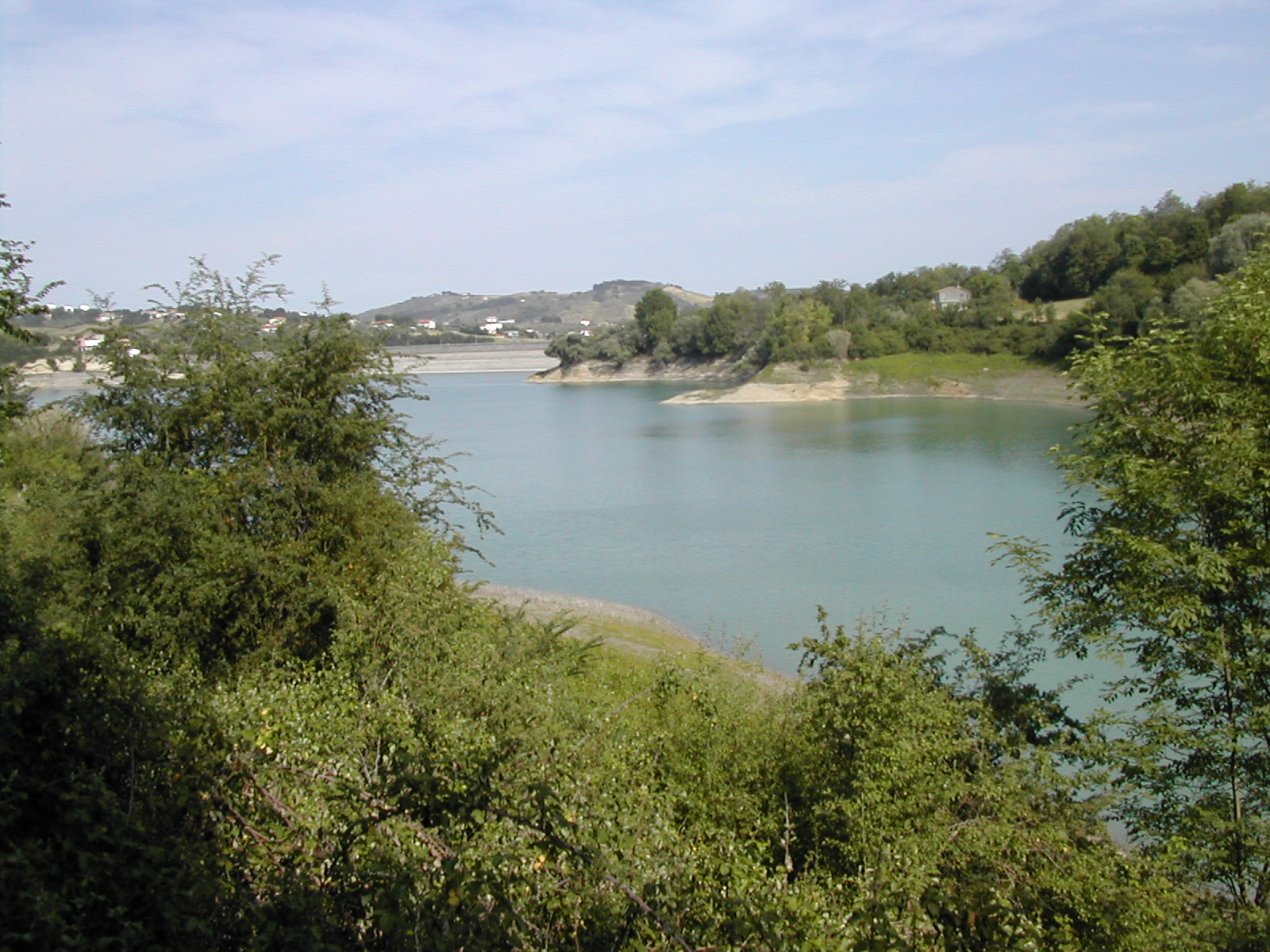
Il lago di Penne.

Tra le colline subappenniniche giunge fino a Penne, dove uno sbarramento forma l'invaso artificiale del Lago di Penne che dal 1987 è Area naturale protetta. 
La siccità degli ultimi anni ha lasciato spesso il lago in secca.
Nelle acque rilasciate dalla diga confluisce il Fosso dell'Acqua Ventina, che proviene da Penne ed è molto inquinato dagli scarichi.
Il Tavo prosegue attraverso i comuni di Loreto Aprutino, Moscufo, Collecorvino e Cappelle sul Tavo, un territorio collinare a destinazione agricola e zootecnica, e la captazione di acqua si fa più intensa nell'ultimo tratto, dove ci sono industrie e cave di ghiaia.
Termina in una pianura alluvionale in località Congiunti, all'altezza del confine tra Cappelle sul Tavo e Città Sant'Angelo dove, unendosi con il fiume Fino, dà origine al fiume Saline.
Il Tavo ha un regime torrentizio, la sua portata media giornaliera è di 2,97 metri cubi al secondo, rilevata per un trentennio immediatamente a valle della diga di Penne, alla stazione di misura di San Pellegrino. 
La sempre maggiore captazione delle acque per uso potabile e l'abbassamento della falda acquifera causato dalla costruzione del Traforo del Gran Sasso, negli anni settanta, hanno ridotto fortemente la portata delle sorgenti (Mortaio d'Angri, Acquasanta, Vitella d'Oro) che alimentano il fiume che, di conseguenza nei periodi di siccità è quasi privo d'acqua.

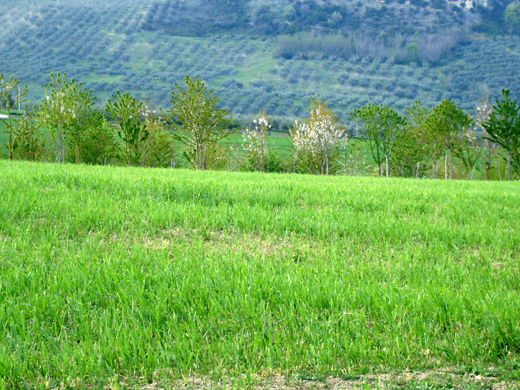
Paesaggio lungo la valle del torrente Mirabello

Principali affluenti, tutti in destra idrografica, sono il fosso del Canneto, il torrente Mirabello ed il torrente Gallero; quest'ultimo nasce alle pendici orientali del Gran Sasso, dal monte Morrone (1315 m), scorre per 10 km con un andamento meandriforme nell'ultimo tratto e in località Penne, nei pressi di Castiglione, confluisce nel Tavo. 
L'unico affluente in sinistra idrografica di una certa importanza è il fosso Rigopiano, che nasce nella località omonima ad oltre 1200 m sul livello del mare ed ha portata abbondante e regolare.